# المجاملة (جبلة)

تعديل مصدري - تعديل

المجاملة هي إحدى قرى عزلة الربادي بمديرية جبلة التابعة لمحافظة إب، بلغ تعداد سكانها 230 نسمة حسب تعداد اليمن لعام 2004.